# Morroa
Morroa è un comune della Colombia facente parte del dipartimento di Sucre.
Istituito una prima volta bel 1855, il comune venne accorpato ad altri territori nel 1928 e riacquistò la sua indipendenza amministrativa soltanto nel 1964.